# Ciro Gálvez

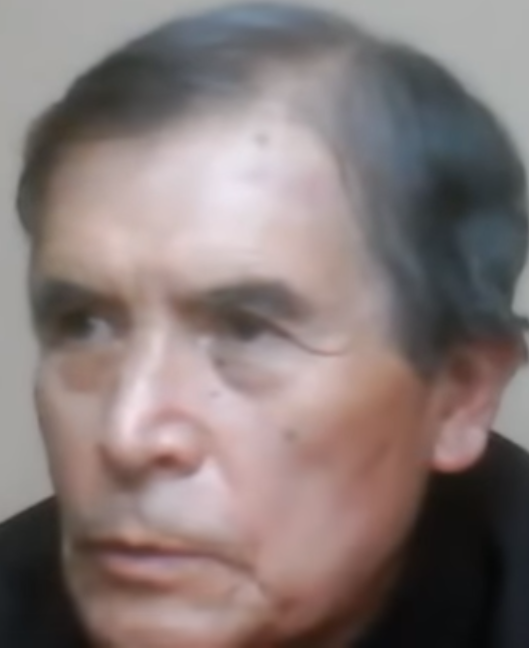
Ciro Gálvez, 2021

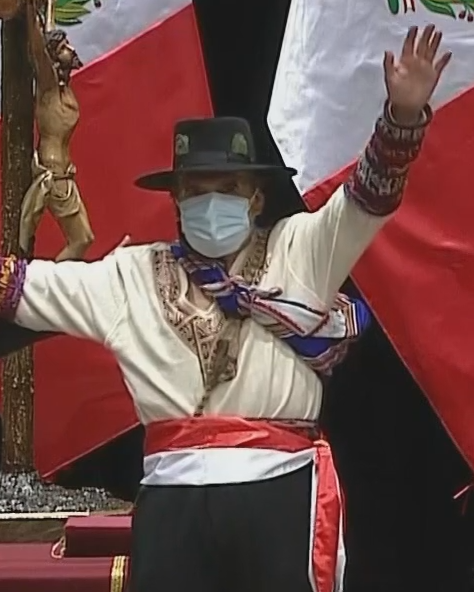
Ciro Gálvez, 2021

Ciro Alfredo Gálvez Herrera (* 16. Januar 1949 in Surcubamba) ist ein peruanischer Rechtsanwalt, Quechua-Lehrer, Schriftsteller, Komponist und Politiker, als der er die Partei RUNA gründete. Vom 29. Juli 2021 bis zum 6. Oktober 2021 war er peruanischer Kulturminister.

## Leben
Ciro Gálvez wurde als Sohn von Aníbal Gálvez und Felícita Herrera 1949 im Distrikt Surcubamba in der Provinz Tayacaja in der Region Huancavelica geboren und arbeitete hier als Kind in der Landwirtschaft. Bereits in seiner Kindheit zog die Familie nach Huancayo, Hauptstadt der Region Junín, so dass er die dortige Sekundarschule Santa Isabel besuchte. Anfang der 1970er Jahre zog er nach Lima und arbeitete in San Isidro als Tellerwäscher. An der Universidad Nacional Mayor de San Marcos studierte er Rechtswissenschaften und schloss 1978 als Jurist ab. Er studierte darüber hinaus Quechua am Instituto Superior de Quechua (INSUC) in Lima und wurde Magister der Rechtsanthropologie an der Universidad Nacional del Centro del Perú (UNC) in Huancayo. Er war Dozent an der Universidad Peruana Los Andes in Huancayo, Dekan des Notarskollegiums der Region Junín und nationaler Sekretär der Notarskollegien Perus. 1985 eröffnete er in Huancayo eine eigene Rechtsanwaltskanzlei.
Ciro Gálvez schrieb die Melodien und Texte für einige Lieder auf Chanka-Quechua, der in den Regionen Ayacucho und Huancavelica gesprochenen Quechua-Variante. 2008 veröffentlichte er ein Liederbuch mit dem Titel Runa Harawikuna. Videoclips mit den Liedern Kutisaq / Volveré, Pim wañuchiwachkanchik / Quién nos está matando und Iskay pishtaku chawpimpi / Entre dos fuegos, die sich mit der Zeit des Bewaffneten Konfliktes in Peru auseinandersetzen, erreichten auf Facebook hohe Besucherzahlen. Darüber hinaus schrieb Gálvez einige juristische Bücher.
Ciro Gálvez gründete 1992 die politische Gruppe Renacimiento Andino, für die er bei den Wahlen in Peru 2001 mit 0,81 % der gültigen Stimmen und dem 6. Platz erfolglos für die Präsidentschaft kandidierte. Am 19. August 2002 erhielt die Gruppe den Status als Partei. Auch seine Kandidaturen für die Regionalregierung in Huancavelica (17,84 % und 2. Platz im Jahre 2002 sowie 4,83 % und 8. Platz im Jahre 2006) blieben erfolglos.
Am 15. Juni 2013 gab sich die Partei den Namen Renacimiento Unido Nacional (RUNA), deren Abkürzung auf Quechua „Mensch“ bedeutet. Bei den Gemeindewahlen in Huancayo 2014 erhielt er mit der Gruppe Movimiento Regional Independiente con el Perú 5,87 % der gültigen Stimmen und den 6. Platz. Am 26. Juli 2019 stellte Ciro Gálvez bei der 24. Feria Internacional del Libro de Lima, sein Buch Teoría del Renacimiento Andino (Theorie der Wiedergeburt der Anden) vor.
Für RUNA trat er bei den Wahlen in Peru 2021 erneut als Präsidentschaftskandidat an und ging ein Bündnis mit dem ehemaligen Pastor und Unternehmer Claudio Zolla vom Partido Liberal Nuevo Perú ein. Nach Berichten aus seiner Partei erkrankte Gálvez während der Wahlkampagne an COVID-19 und war deshalb zeitweise im Krankenhaus. Deswegen beschloss er, an der Wahldebatte virtuell teilzunehmen, was genehmigt wurde. Die meisten seiner Beiträge in der Debatte brachte er auf Quechua vor.
Bei den Wahlen 2021 erhielt Gálvez als Präsidentschaftskandidat 89.376 Stimmen und erreichte so nicht den zweiten Wahlgang. RUNA scheiterte an der Fünfprozentklausel.
Am 29. Juli 2021 ernannte der frisch gewählte peruanische Präsident Pedro Castillo, Mitglied der Partei Perú Libre, den unterlegenen Kandidaten von RUNA, Ciro Gálvez, zum neuen Kulturminister im Kabinett Castillo. Zu den von Ciro Gálvez eingeleiteten Projekten gehörte die geplante Verlagerung des Kulturministeriums von Lima nach Cusco im Zuge einer Dezentralisierung der Regierung, worin er unter anderem von der Perú-Libre-Abgeordneten Katy Ugarte Mamani unterstützt wurde. Mit dem Rücktritt des Premierministers Guido Bellido am 6. Oktober 2021 schied auch Ciro Gálvez als Kulturminister aus und wurde durch Gisela Ortiz ersetzt. Am 9. Oktober 2021 äußerte er, dass er inmitten seiner Arbeit völlig überraschend aus seinem Amt scheiden musste und er nicht die Gründe dafür kenne, warum er nicht länger Kulturminister bleiben konnte.

## Diskographie
- CG (2019)

## Werke
- Crítica a la Legislación Nacional Registral (1980)
- Ensayos de Renacimiento Andino (1996)
- Predicciones del renacimiento andino (2003)
- Runa Harawikuna (2008)
- Cosmovisión e ideología de la descolonización andinoamazónica (2011)
- Teoría del renacimiento andino (2019)